# Beinisvørð

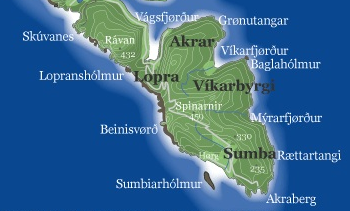
Beinisvørðs lokalisering nordväst om Sumba

Beinisvørð är ett 469 meter högt berg på den färöiska ön Suðuroy mellan Sumba och Lopra. Berget är ett av Färöarnas mesta berömda fågelberg med tusentals ruvande fåglar. 
Beinisvørð används ofta som en nationalsymbol för Färöarna, men var framförallt i det förflutna en viktig näringskälla för befolkningen. Det finns många historier som berättar om farofyllda fågelfångster och ägginsamlingar. År 1975 och 1976 inträffade två jordskalv som förändrade bergets utseende samt ödelade fåglarnas ruvningsplatser.

Bilder av Beinisvørð
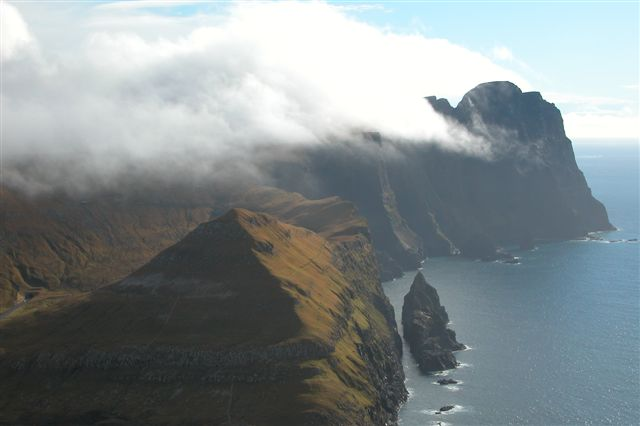
Norr om Sumba
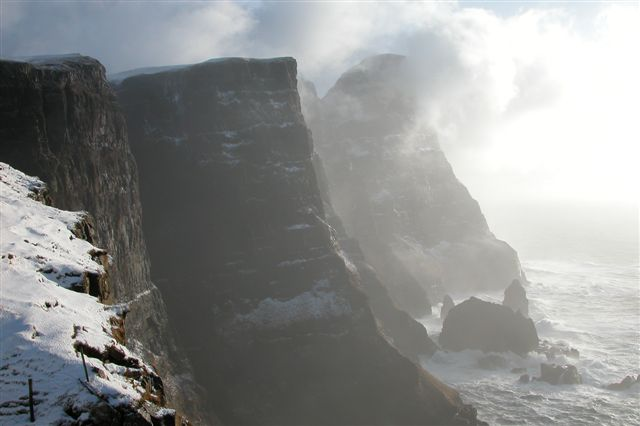
Norr om Sumba
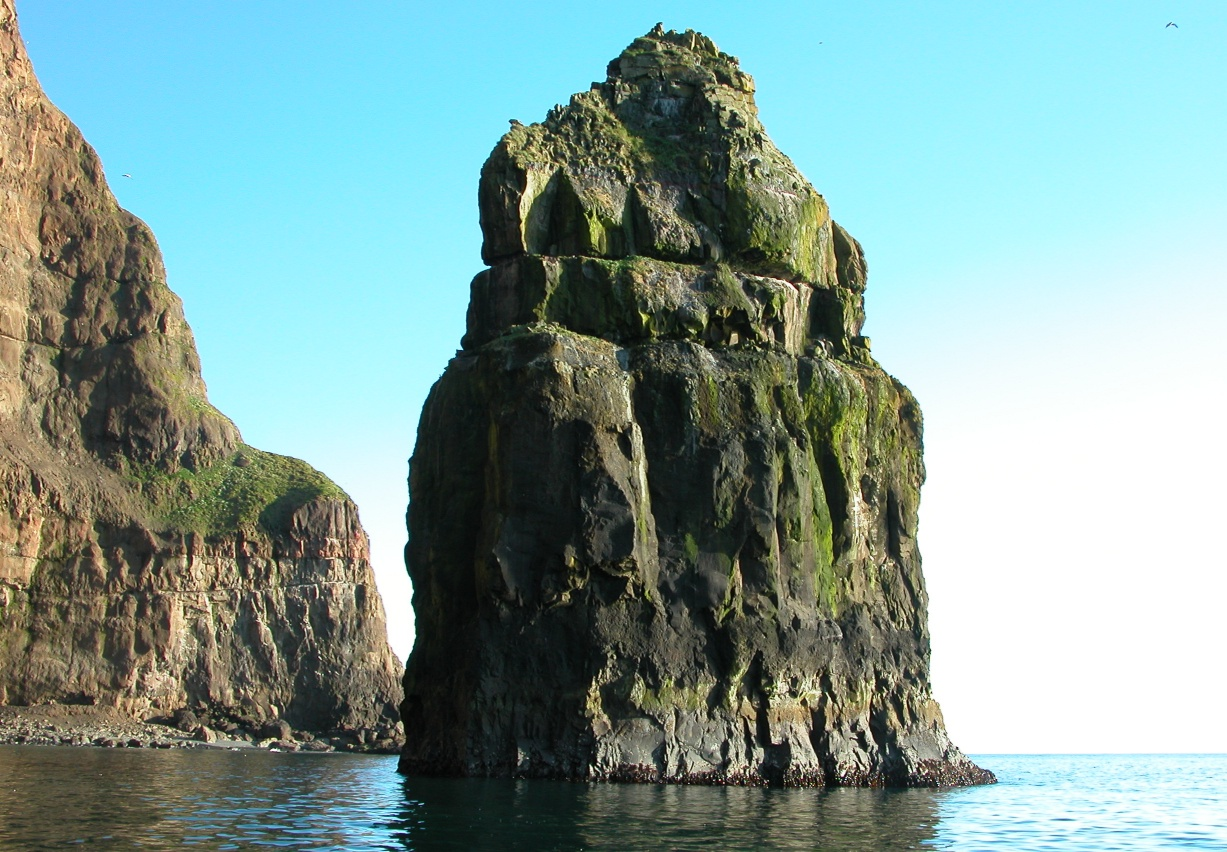
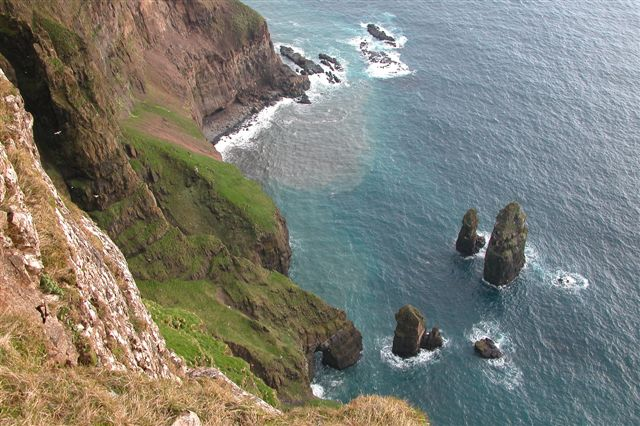
Beinisvørð från sydsidan
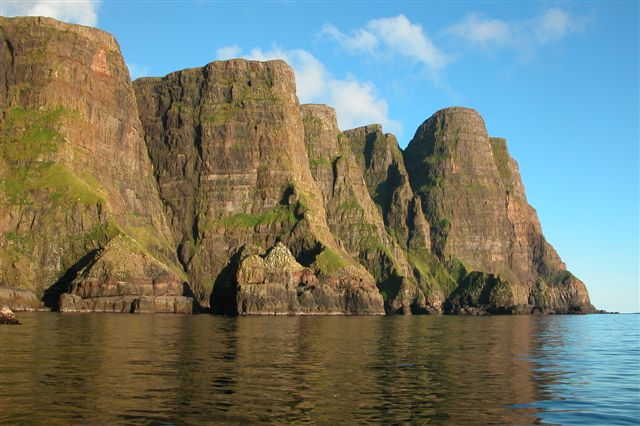
Beinisvørð
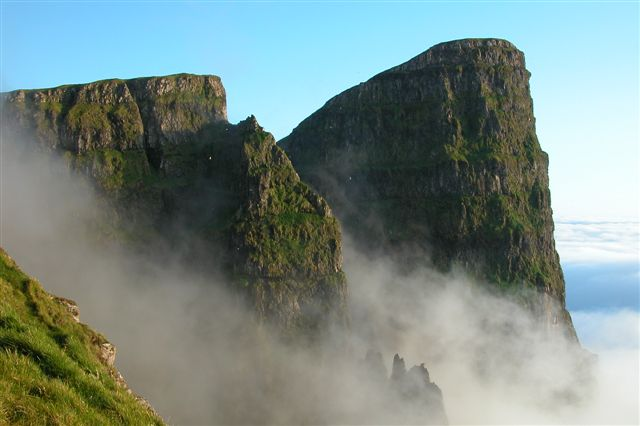
Beinisvørð
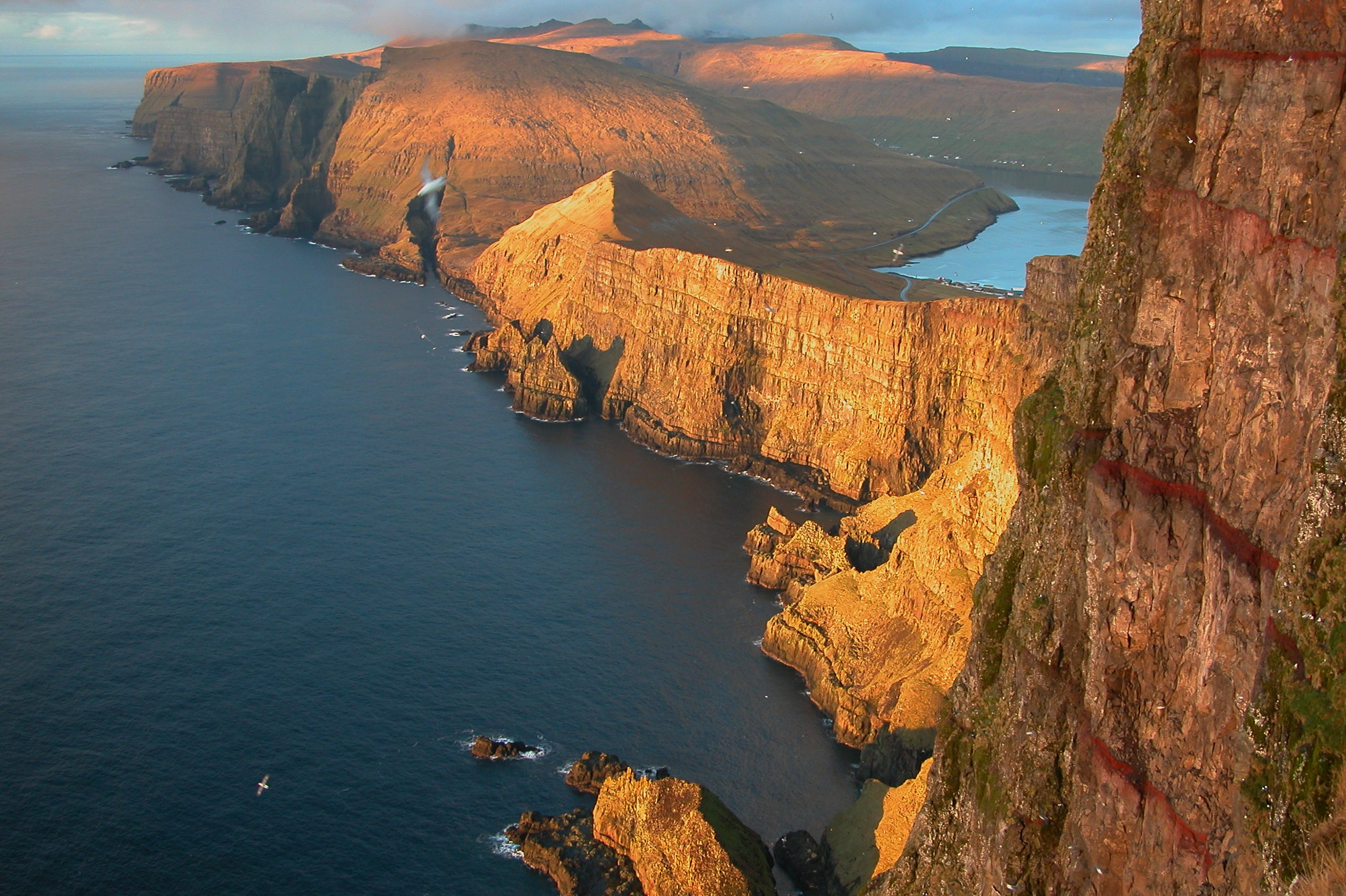
Beinisvørð